# سولدد (کالیفرنیا)
سولدد (به انگلیسی: Soledad) شهری در شهرستان مونتری ایالت کالیفرنیا است که در سرشماری سال ۲۰۱۰ میلادی، ۲۵۷۳۸ نفر جمعیت داشته است.

## نگارخانه

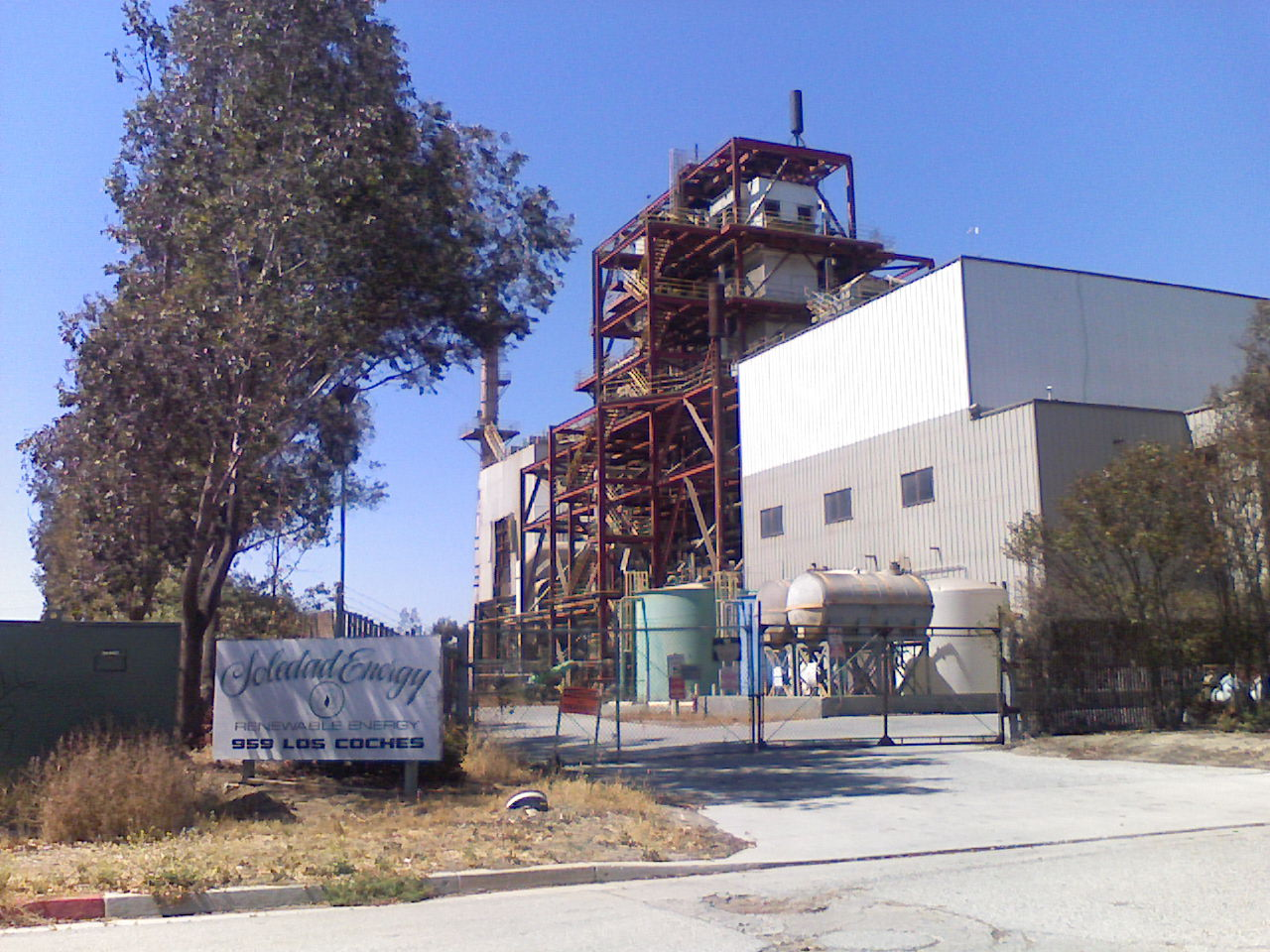
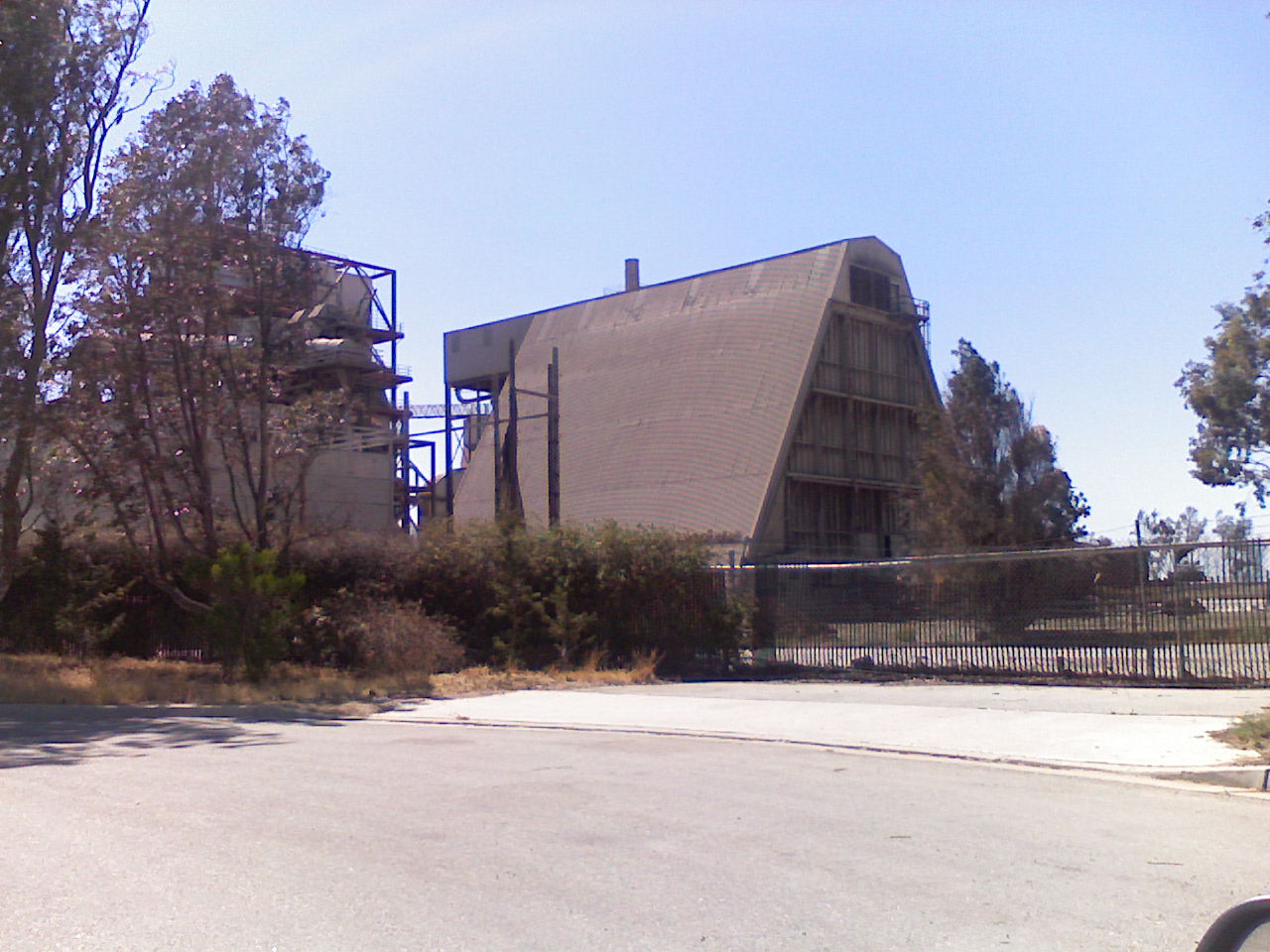